# Fritura de maíz
Una fritura de maíz (también conocida con el anglicismo corn chips) es un aperitivo elaborado a partir de harina de maíz frita en aceite o al horno, generalmente en forma de pasta o a una cucharada pequeña. Las frituras de maíz son gruesas, rígidas y muy crujientes. Tienen el fuerte aroma y sabor del maíz tostado, y son a menudo muy espolvoreados con sal. 
En los EE. UU., "Fritos" es una de las más antiguas y reconocidas marcas de las frituras de maíz.
Mientras que los estilos estadounidenses de frituras de maíz y chips de tortilla están hechos de maíz, el maíz en tortillas es sometido al proceso de nixtamalización, resultando en un sabor más suave, un aroma y una textura menos rígida. Las tortillas también tienden a ser saladas más grandes, más delgadas, y menos del estilo América-chips de maíz. 
Las frituras de maíz suelen ser más a menudo consumidas solas o con salsas para mojar. Son un ingrediente común en la mezcla de partes de fabricación casera y comercial. En el sudoeste de los EE. UU., un plato popular se hace añadiendo chili a una bolsa de frituras de maíz y comer la mezcla desde la bolsa.
También fueron comercializadas en los años 80 por la marca Planters